# Криви, Джеймс
Джеймс Криви (англ. James Creevey, 16 сентября 1873 — февраль 1967) — ирландский шахматист. Чемпион Ирландии 1933 и 1934 гг.
С середины 1920-х и до конца 1930-х годов Джеймс Криви был одним из сильнейших ирландских шахматистов. В составе сборной Ирландии участник шахматной олимпиады 1935 г. В данном соревновании он выступал на 2-й доске. В базах есть 7 партий Криви, сыгранных на олимпиаде: победа над Ф. Апшениеком (Латвия), ничья с Хак. Болбочаном (Аргентина), поражения от Р. Шпильмана (Австрия), В. Пирца (Югославия), М. Монтичелли (Италия), Л. Бетбедера (Франция), В. Михеля (Швейцария).